# Bitter rotskräling
Bitter rotskräling (Phaeocollybia jennyae) är en svampart som först beskrevs av Petter Adolf Karsten, och fick sitt nu gällande namn av Henri Romagnesi 1944. Enligt Catalogue of Life ingår Bitter rotskräling i släktet Phaeocollybia,  och familjen spindlingar, men enligt Dyntaxa är tillhörigheten istället släktet Phaeocollybia,  och familjen buktryfflar. Arten är reproducerande i Sverige. Inga underarter finns listade i Catalogue of Life.

## Källor

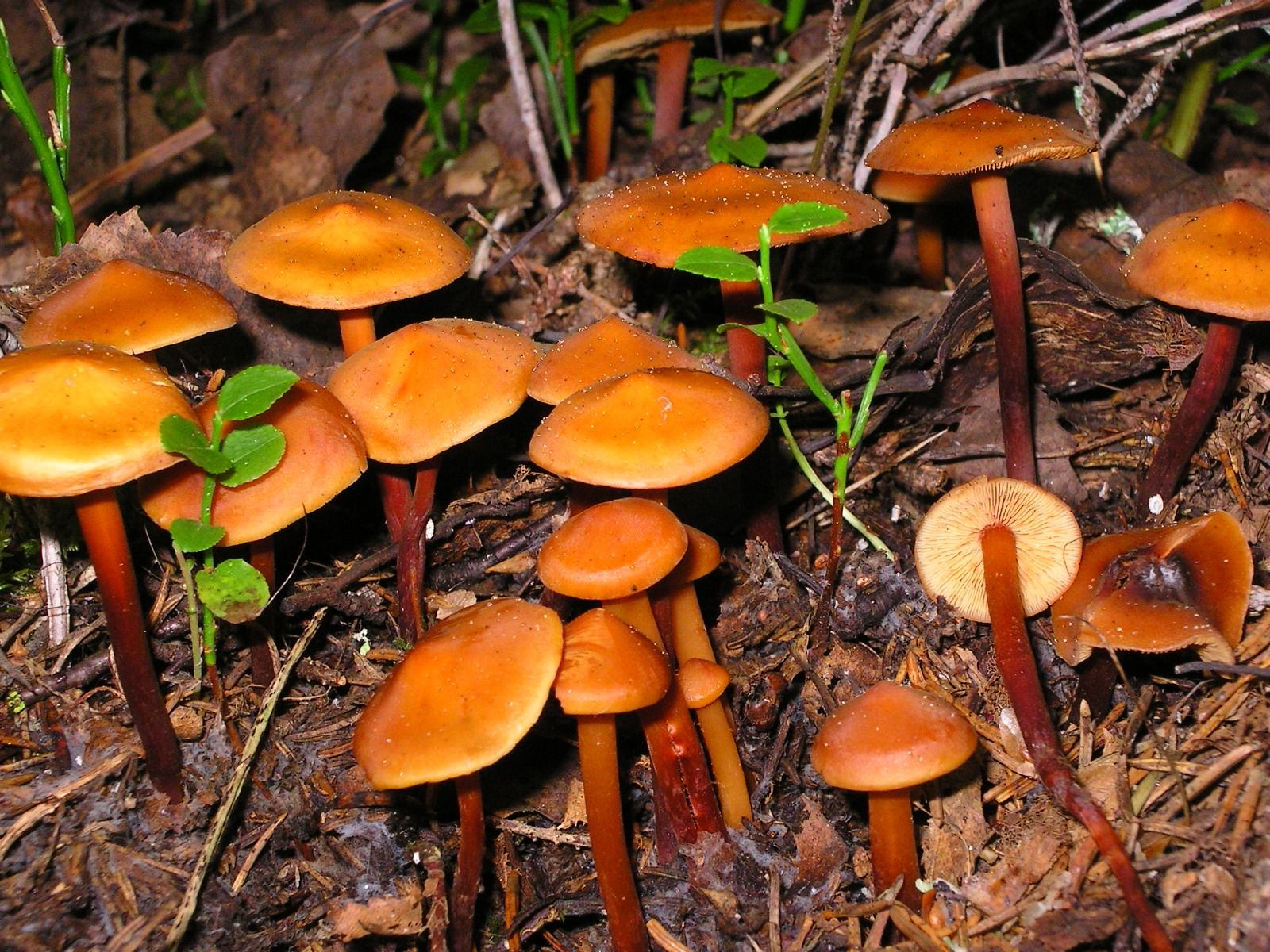
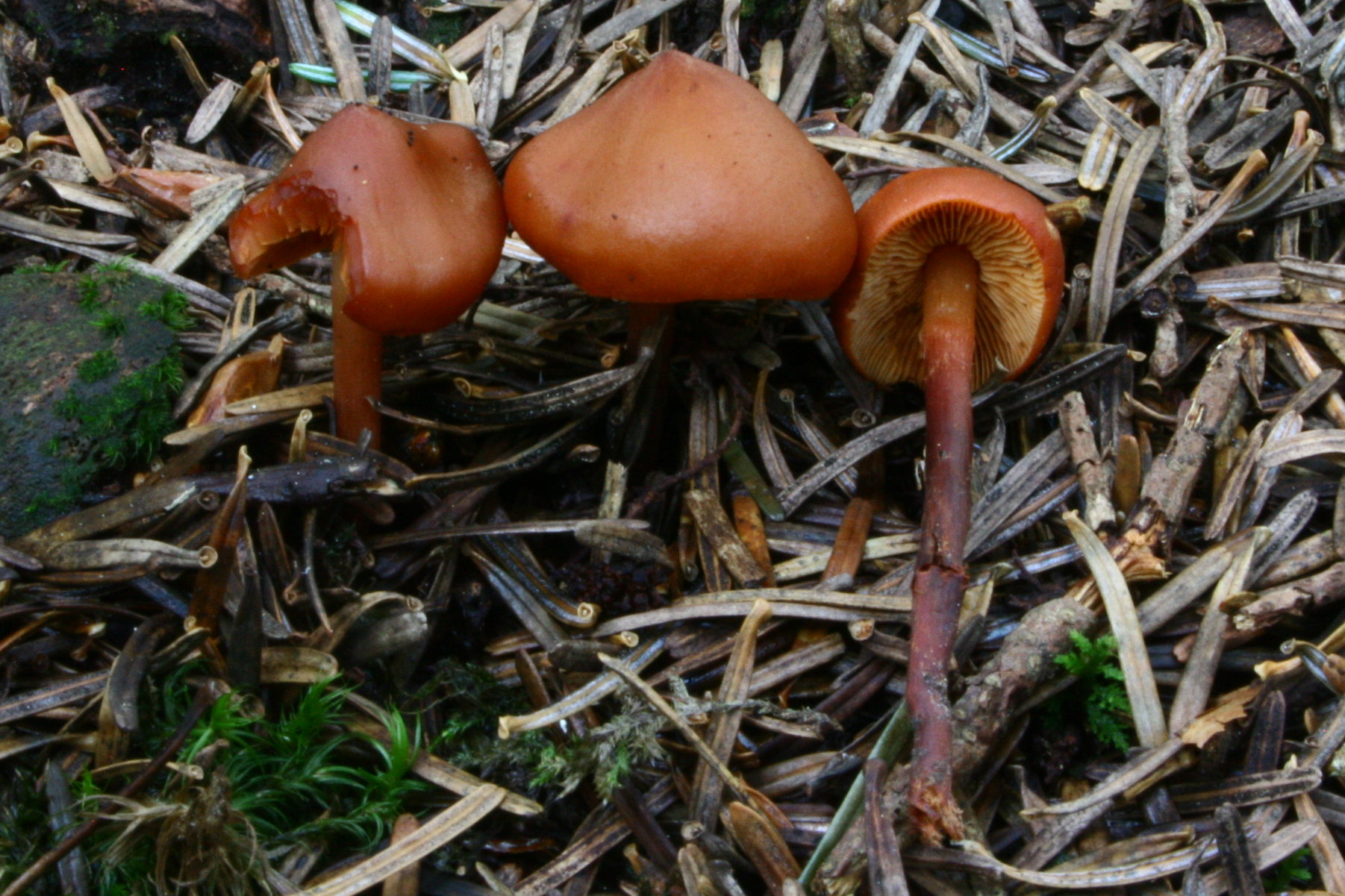